# Hedgpethius tridentatus
Hedgpethius tridentatus är en havsspindelart som beskrevs av Child, C.A. 1974. Hedgpethius tridentatus ingår i släktet Hedgpethius och familjen Ammotheidae. Inga underarter finns listade i Catalogue of Life.